# Gran Premio di superbike di Sugo 1997
Il Gran Premio di Superbike di Sugo 1997 è stata l'undicesima prova su dodici del campionato mondiale Superbike 1997, è stato disputato il 5 ottobre sul Circuito di Sugo e ha visto la vittoria di Akira Yanagawa in gara 1, mentre la gara 2 è stata vinta da Noriyuki Haga.
La vittoria nella gara valevole per il campionato mondiale Supersport è stata invece ottenuta da Paolo Casoli.
La prima delle due gare è stata interrotta per pioggia nel corso del ventiduesimo giro ed è stata considerata valida la classifica al termine del ventunesimo.

## Risultati

### Gara 1

#### Arrivati al traguardo[4]
| Pos. | Nº | Pilota              | Motocicletta | Tempo     | Griglia | Punti |
| ---- | -- | ------------------- | ------------ | --------- | ------- | ----- |
| 1º   | 8  | Akira Yanagawa      | Kawasaki     | 31:53.323 | 1º      | 25    |
| 2º   | 41 | Noriyuki Haga       | Yamaha       | +0:00.033 | 3º      | 20    |
| 3º   | 6  | Simon Crafar        | Kawasaki     | +0:04.106 | 4º      | 16    |
| 4º   | 37 | Keiichi Kitagawa    | Suzuki       | +0:11.902 | 10º     | 13    |
| 5º   | 51 | Wataru Yoshikawa    | Yamaha       | +0:18.345 | 2º      |       |
| 6º   | 2  | Aaron Slight        | Honda        | +0:18.895 | 11º     | 11    |
| 7º   | 39 | Shin'Ya Takeishi    | Kawasaki     | +0:20.073 | 15º     | 10    |
| 8º   | 38 | Katsuaki Fujiwara   | Suzuki       | +0:20.373 | 7º      | 9     |
| 9º   | 3  | John Kocinski       | Honda        | +0:20.663 | 8º      | 8     |
| 10º  | 34 | Tamaki Serizawa     | Suzuki       | +0:21.266 | 12º     | 7     |
| 11º  | 52 | Shin'ichi Itō       | Honda        | +0:21.379 | 9º      |       |
| 12º  | 7  | Pierfrancesco Chili | Ducati       | +0:21.563 | 5º      | 6     |
| 13º  | 4  | Carl Fogarty        | Ducati       | +0:22.142 | 13º     | 5     |
| 14º  | 22 | Scott Russell       | Yamaha       | +0:22.477 | 14º     | 4     |
| 15º  | 36 | Norihiko Fujiwara   | Yamaha       | +0:26.624 | 16º     | 3     |
| 16º  | 40 | Yuichi Takeda       | Honda        | +0:33.987 | 20º     | 2     |
| 17º  | 35 | Akira Ryō           | Kawasaki     | +0:34.086 | 19º     | 1     |
| 18º  | 9  | Neil Hodgson        | Ducati       | +0:34.903 | 21º     |       |
| 19º  | 33 | John Reynolds       | Ducati       | +0:36.042 | 17º     |       |
| 20º  | 44 | Sean Emmett         | Ducati       | +0:46.055 | 22º     |       |
| 21º  | 11 | Mike Hale           | Suzuki       | +0:50.541 | 26º     |       |
| 22º  | 61 | Manabu Kamada       | Honda        | +0:56.923 | 28º     |       |
| 23º  | 17 | Pere Riba           | Honda        | +0:59.374 | 31º     |       |
| 24º  | 55 | Ichiro Asai         | Ducati       | +1:06.148 | 30º     |       |
| 25º  | 14 | Makoto Suzuki       | Ducati       | +1:06.789 | 23º     |       |
| 26º  | 60 | Shuya Arai          | Honda        | +1:10.578 | 32º     |       |
| 27º  | 54 | Shin'ya Nakatani    | Kawasaki     | +1:13.640 | 29º     |       |
| 28º  | 31 | Igor Jerman         | Kawasaki     | +1 giro   | 27º     |       |

#### Ritirato
| Nº | Pilota               | Motocicletta | Giri     | Griglia |
| -- | -------------------- | ------------ | -------- | ------- |
| 15 | Piergiorgio Bontempi | Kawasaki     | +13 giri | 6º      |

### Gara 2

#### Arrivati al traguardo[5]
| Pos. | Nº | Pilota            | Motocicletta | Tempo     | Griglia | Punti |
| ---- | -- | ----------------- | ------------ | --------- | ------- | ----- |
| 1º   | 41 | Noriyuki Haga     | Yamaha       | 38:04.349 | 3º      | 25    |
| 2º   | 6  | Simon Crafar      | Kawasaki     | +0:02.676 | 4º      | 20    |
| 3º   | 3  | John Kocinski     | Honda        | +0:05.883 | 8º      | 16    |
| 4º   | 2  | Aaron Slight      | Honda        | +0:10.365 | 11º     | 13    |
| 5º   | 38 | Katsuaki Fujiwara | Suzuki       | +0:12.854 | 7º      | 11    |
| 6º   | 34 | Tamaki Serizawa   | Suzuki       | +0:15.882 | 12º     | 10    |
| 7º   | 40 | Yuichi Takeda     | Honda        | +0:32.566 | 20º     | 9     |
| 8º   | 35 | Akira Ryō         | Kawasaki     | +0:39.157 | 19º     | 8     |
| 9º   | 44 | Sean Emmett       | Ducati       | +0:47.459 | 22º     | 7     |
| 10º  | 11 | Mike Hale         | Suzuki       | +0:53.445 | 26º     | 6     |
| 11º  | 14 | Makoto Suzuki     | Ducati       | +0:58.402 | 23º     | 5     |
| 12º  | 55 | Ichiro Asai       | Ducati       | +1:01.318 | 30º     |       |
| 13º  | 61 | Manabu Kamada     | Honda        | +1:02.494 | 28º     |       |
| 14º  | 31 | Igor Jerman       | Kawasaki     | +1:03.354 | 27º     | 4     |
| 15º  | 17 | Pere Riba         | Honda        | +1:07.688 | 31º     | 3     |
| 16º  | 60 | Shuya Arai        | Honda        | +1:13.157 | 32º     |       |
| 17º  | 54 | Shin'Ya Nakatani  | Kawasaki     | +1 giro   | 29º     |       |

#### Ritirati
| Nº | Pilota               | Motocicletta | Giri     | Griglia |
| -- | -------------------- | ------------ | -------- | ------- |
| 39 | Shin'ya Takeishi     | Kawasaki     | +1 giro  | 15º     |
| 4  | Carl Fogarty         | Ducati       | +5 giri  | 13º     |
| 37 | Keiichi Kitagawa     | Suzuki       | +8 giri  | 10º     |
| 22 | Scott Russell        | Yamaha       | +8 giri  | 14º     |
| 9  | Neil Hodgson         | Ducati       | +16 giri | 21º     |
| 8  | Akira Yanagawa       | Kawasaki     | +18 giri | 1º      |
| 33 | John Reynolds        | Ducati       | +24 giri | 17º     |
| 52 | Shin'ichi Itō        | Honda        | +24 giri | 9º      |
| 51 | Wataru Yoshikawa     | Yamaha       | +25 giri | 2º      |
| 7  | Pierfrancesco Chili  | Ducati       | +25 giri | 5º      |
| 15 | Piergiorgio Bontempi | Kawasaki     | +25 giri | 6º      |
| 36 | Norihiko Fujiwara    | Yamaha       | +25 giri | 16º     |

### Supersport

#### Arrivati al traguardo
| Pos. | Nº | Pilota               | Motocicletta | Giri | Tempo     | Punti |
| ---- | -- | -------------------- | ------------ | ---- | --------- | ----- |
| 1º   | 26 | Paolo Casoli         | Ducati       | 25   | 40'14.742 | 25    |
| 2º   | 34 | Yves Briguet         | Suzuki       | 25   | +10.723   | 20    |
| 3º   | 1  | Fabrizio Pirovano    | Ducati       | 25   | +10.998   | 16    |
| 4º   | 6  | Vittoriano Guareschi | Yamaha       | 25   | +11.453   | 13    |
| 5º   | 36 | Christophe Cogan     | Ducati       | 25   | +15.515   | 11    |
| 6º   | 2  | Massimo Meregalli    | Yamaha       | 25   | +22.510   | 10    |
| 7º   | 17 | Stéphane Mertens     | Suzuki       | 25   | +24.486   | 9     |
| 8º   | 7  | Thomas Körner        | Ducati       | 25   | +24.528   | 8     |
| 9º   | 31 | Marco Risitano       | Kawasaki     | 25   | +32.163   | 7     |
| 10º  | 13 | Jeffry de Vries      | Yamaha       | 25   | +37.345   | 6     |
| 11º  | 38 | Mario Innamorati     | Bimota       | 25   | +40.733   | 5     |
| 12º  | 30 | Wilco Zeelenberg     | Yamaha       | 25   | +41.484   | 4     |
| 13º  | 22 | Bernard Garcia       | Ducati       | 25   | +41.795   | 3     |
| 14º  | 41 | Michaël Paquay       | Honda        | 25   | +43.695   | 2     |
| 15º  | 27 | Rubén Xaus           | Honda        | 25   | +44.729   | 1     |
| 16º  | 32 | Marc Garcia          | Honda        | 25   | +45.033   |       |
| 17º  | 14 | Fred Bayens          | Honda        | 25   | +46.963   |       |
| 18º  | 96 | Hirohaki Tomioka     | Ducati       | 25   | +51.314   |       |

#### Ritirati
| Nº | Pilota           | Motocicletta | Giri |
| -- | ---------------- | ------------ | ---- |
| 95 | Makoto Suzuki    | Yamaha       | 13   |
| 90 | Bernhard Schick  | Ducati       | 13   |
| 24 | Stéphane Chambon | Ducati       | 13   |
| 35 | Giovanni Bussei  | Suzuki       | 8    |
| 25 | Serafino Foti    | Bimota       | 4    |